# Wrightia flavorosea
Wrightia flavorosea — вид рослин родини Барвінкові. Ендемік острова Шрі-Ланка. Рослина описана 1885 року Генрі Тріменом, наразі вважається вимерлою.